# Протестантска унија
Протестантска унија (позната и као Евангелистичка унија или Аухаузенска унија) је коалиција немачких протестантских држава, која је формирана 1608, да би се одбранила права, поседи и сваки члан.

## Настанак
Формирана је након што је Максимилијан I Баварски покушао 1607. да врати католичку веру у слободни град Донауверт, у коме су протестанти представљали већину. Већина Рајхстага је одлучила да обнова Аугзбуршког мира треба бити условљена повратком црквених поседа одузетих после 1552. године. Сам Аугзбуршки мир је експлицитно садржавао одредбу, по којој се ти поседи не враћају. Протестантски кнежеви су се састали у Аухаусену, близу Нердлингена 14. маја 1608. и створили су војни савез под водством Фридриха IV Палатинског. Као одговор на то следеће године 1609. формира се Католички савез под водством Максимилијана Баварског, који је био војвода Баварске.

## Чланови
Чланови Протестантске уније су били:
- Кнежевина Палатинат
- Анхалт
- Нојбург
- Виртемберг
- Баден
- Анзах
- Бајројт
- Хесен-Касел
- Бранденбург
- Улм
- Страсбур
- Нирнберг

## Слабости због поделе
Протестантска унија је ослабљена од самог почетка неучествовањем моћних протестантских владара, какав је био кнез-електор Саксоније. Осим тога унутар уније се одвијао сукоб између лутерана и калвиниста.
Када је Фридрих V Палатински прихватио да буде краљ Бохемије 1619, Протестантска унија је одбила да га подржи. Цар Фердинанд II одузима јануара 1621. доњи Палатинат Фридриху V Палатинском. Тада се састала Протестантска унија и формално је протестовала. Цар се није обазирао на њихову жалбу, него им наређује да распусте своју војску. Чланови Протестантске уније пристају и 24. маја 1621. формално распуштају Протестантску унију.